# Tweede Kamerverkiezingen 1994/Kandidatenlijst/Vrije Indische Partij
De kandidatenlijst voor de Tweede Kamerverkiezingen 1994 van de Vrije Indische Partij was als volgt:

## De lijst
1. Eddy Blaauw - 9.763 stemmen
2. Ruud Paulus - 715
3. Jan Leenders - 239
4. Anneriet de Pijper - 477
5. Loes Grijzen - 221
6. Ruud Boekholt - 1.071
7. Sjoerd Lapré - 3.811
8. Ed Herni - 178
9. Sunny Soesman-Vieleers - 235
10. Boelie Couwenberg-Trouwerbach - 492

CDA · PvdA · VVD · D66 · GroenLinks · SGP · GPV · RPF · Centrumdemocraten · De Nieuwe Partij · PSP'92 · SP · SAP · Natuurwetpartij · PMR · Unie 55+ · SBP · AOV · CP'86 · Libertarische Partij · De Groenen · Vrije Indische Partij · NCPN · ADP · Solidair '93 · Patriottisch Democratisch Appèl
1994 · 1998 · 2002